# Caralluma procumbens
Caralluma procumbens là một loài thực vật có hoa trong họ La bố ma. Loài này được Gravely & Mayur. mô tả khoa học đầu tiên năm 1931.